# Kanonikus modell
A kanonikus modell olyan programtervezési minta, melyet különböző formátumú adatok között közvetítésre használnak. A vállalati alkalmazásintegrációban költségkímélő és szabványos módja a különböző üzleti rendszerek integrációjának. A kanonikus modell egy egyszerű forma, ami lehetőleg szabványos alkalmazásintegráción (EAI) alapul. A konzisztens üzenetkezelés kívánalma azt eredményezi, hogy készül egy vállalati vagy üzleti kanonikus modell egy adott környezetre szabva. Gyakran nem is különböztetik meg az integrációs stratégiától, és gyakran üzenet alapú integrációs metodológiára való áttérést jelent. Áttérni a pont-ponthoz kanonikus modellről egy vállalati tervmintára szoktak, ami általános adat keretrendszer, és központilag biztosítja az adatok meghatározását, megnevezését és értékeit.
Bevezetése előtt döntenek arról, hogy melyik middleware-t használják a végpontok közötti közvetítésre. Gyakran vállalati szolgáltatóbusz (ESB) vagy vállalati alkalmazásintegráció (EAI) mellett döntenek. A legtöbb szervezet szabványosítja az üzenetek formáját és tartalmát. Ezt gyakran XML séma felépítésével írják le, amit a közös modell objektumok alapján határoznak meg. Ezzel biztosítják a konzisztenciát, az újrahasznosítást és az adatok épségét is.

## Fordítás
Ez a szócikk részben vagy egészben  a   Canonical model című angol Wikipédia-szócikk fordításán alapul.  Az eredeti cikk szerkesztőit annak laptörténete sorolja fel. Ez a jelzés csupán a megfogalmazás eredetét és a szerzői jogokat jelzi, nem szolgál a cikkben szereplő információk forrásmegjelöléseként.